# Polyplax auricularis
Polyplax auricularis – gatunek wszy z rodziny Polyplacidae. Powoduje wszawicę. Pasożytuje na drobnych gryzoniach z rodziny chomikowatych takich jak: myszak leśny (Peromyscus maniculatus), myszak aztecki (P. aztecus), myszak kalifornijski (P. californicus), myszak wąwozowy (P. crinitus), myszak skalny (P. difficilis), myszak białostopy (P. leucopus), myszak czarnouchy (P. melanotis), myszak piniowy (P. truei) i myszak drzewny (P. zarhynchus).
Samica wielkości 1,5 mm, samiec mniejszy osiąga wielkość 1,1 mm. Anteny wykazują dymorfizm płciowy. U samców bazowy segment anteny powiększony, zaś trzeci segment znacznie zmodyfikowany w stosunku do trzeciego segmentu u samicy. Wszy te mają ciało silnie spłaszczone grzbietowo-brzusznie. Samica składa jaja zwane gnidami, które są mocowane specjalnym „cementem” u nasady włosa. Rozwój osobniczy trwa po wykluciu się z jaja około 14 dni. Występuje na terenie Ameryki Północnej w Kanadzie, USA, Meksyku.